# Neuhofstraße 37–39 (Mönchengladbach)

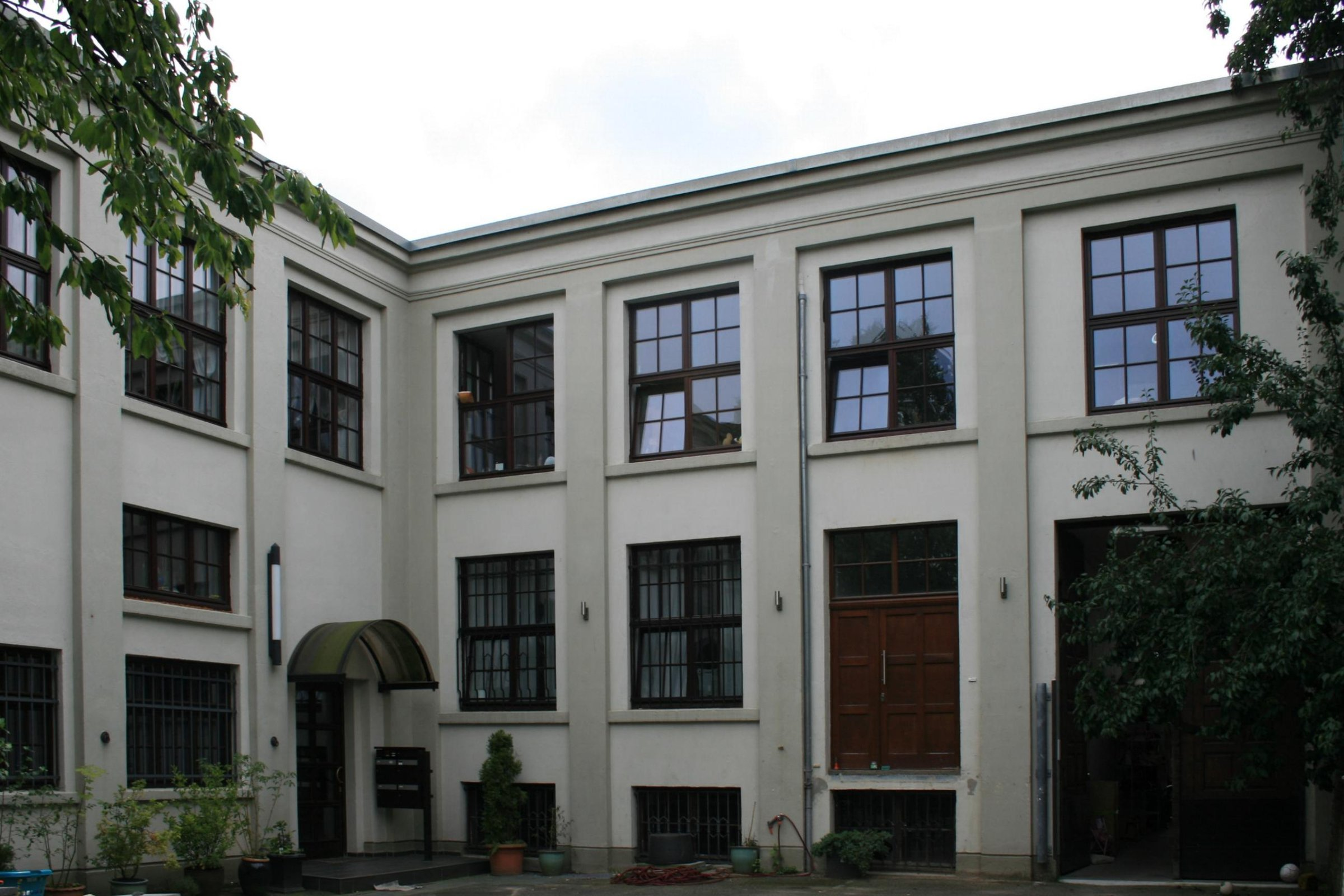
Kontor- und Lagergebäude; Wohnhaus (2010)

Das Wohnhaus, Kontor- und Lagergebäude Neuhofstraße 37–39 befindet sich in Mönchengladbach (Nordrhein-Westfalen).
Das Gebäude wurde 1907 erbaut. Es wurde unter Nr. N 021 am 14. September 2006 in die Denkmalliste der Stadt Mönchengladbach eingetragen.

## Lage
Das Objekt liegt an der Neuhofstraße in der Nähe der Einmündung in die Hohenzollernstraße.

## Architektur
Das ehemalige Kontor- und Lagergebäude ist zweigeschossig und mit einem Flachdach überdeckt. Es dient heute als Wohnhaus und wurde 1907 errichtet.